# Familjeåterföreningsdirektivet
Familjeåterföreningsdirektivet är ett europeiskt direktiv som reglerar familjeåterförening för tredjelandsmedborgare inom Europeiska unionen. Direktivet antogs av Europeiska unionens råd den 22 september 2003 och trädde i kraft den 3 oktober 2003. Direktivet skulle vara införlivat i medlemsstaternas lagar senast den 3 oktober 2005.
Bestämmelserna om familjeåterförening är en del av den gemensamma invandringspolitiken och omfattar inte Danmark och Irland på grund av deras undantagsklausuler på området med frihet, säkerhet och rättvisa.
I en dom den 30 januari 2024 slog EU-domstolen fast att direktivets bestämmelser innebär att ett ensamkommande flyktingbarn har rätt till familjeåterförening med sina föräldrar, även om barnet hinner bli myndigt under handläggningstiden. Även ett syskon kan i det fallet omfattas av familjeåterförening om det till exempel på grund av en allvarlig sjukdom är helt beroende av föräldrarnas omsorg.